# Micrixalus herrei
Ếch vũ công Ấn Độ (Danh pháp khoa học: Micrixalus herrei) là một loài ếch trong họ Micrixalidae phân bố ở Ấn Độ. Ếch vũ công Ấn Độ nổi tiếng với vũ điệu nhảy múa bằng chi lúc giao phối hay bảo vệ lãnh thổ. Chỉ có 4 họ ếch có xương sườn, ít nhất một số loài như Micrixalidae cũng có cấu tạo xương sườn, thậm chí khi chúng còn ở dạng nòng nọc. Chúng thuộc họ ếch vũ công Ấn Độ tên Micrixalidae. Tuy nhiên, nòng nọc của chúng vẫn là một bí ẩn. 

## Nòng nọc
Những đặc điểm của loài nòng nọc vũ công là sống ở những hốc trong cát và sỏi dưới lòng suối trong rừng. Trong ruột có cát, trầm tích như sạn, bùn, cùng các chất hữu cơ khác. Cơ thể giống lươn, đằng sau có đuôi giúp di chuyển dưới cát. Xương sườn bảo vệ các cơ quan nội tạng và tạo thuận lợi khi di chuyển dưới cát. Bộ hàm răng cưa ngăn cản những hạt cát lớn vào bên trong miệng. Mắt có da che chắn bảo vệ khỏi sự cọ xát của cát.

## Phát hiện
Người ta đã phát hiện nòng nọc loài ếch vũ công ở Ấn Độ. Lần đầu tiên phát hiện nòng nọc của loài ếch vũ công vùi mình trong cát tại vùng Western Ghats, Ấn Độ, nòng nọc thông thường không sống trong cát hay ăn cát, song loài nòng nọc mới phát hiện lại sở hữu những điểm đặc biệt này.Loài nòng nọc này không được phát hiện trong những năm qua do vùi mình dưới cát, tập tính rất hiếm xuất hiện trong thế giới lưỡng cư, đã phát hiện và theo dõi những ấu trùng ếch, được nhận dạng về mặt di truyền là Micrixalus herrei.
Chúng được tìm thấy trong các hõm sâu của lòng suối nơi chúng sống trong bóng tối cho tới khi phát triển thành ếch con. Nòng nọc Micrixalidae có xương sườn, nhờ đó cung cấp lực cơ mạnh hơn giúp chúng luồn lách trong cát, nòng nọc Micrixalidae không có răng nhưng sở hữu bộ hàm răng cưa, giúp chúng tránh được sạn cát lớn khi ăn. Các đặc điểm môi trường sống của loài nòng nọc này vẫn chưa rõ ràng. Chúng là ấu trùng của loài ếch vũ công nổi tiếng với màn nhảy múa bằng chi khi giao phối và bảo vệ lãnh thổ, nọc sống trong cát ở những lòng suối được cây cối che phủ. 